# 蒋先进
蒋先进（1934年—），男，四川成都人，中华人民共和国政治人物。

## 生平
1978年，担任公安部1129所副所长，所长。1983年，担任中华人民共和国公安部科技局副局长，局长。1991年，升任中华人民共和国公安部副部长。